# Mazda Bongo
Mazda Bongo (так же Mazda E-Series и Mazda Access) — фургон производства японского концерна Mazda, начиная с 1966 года. По расположению двигателя автомобиль выпускался и заднемоторным и среднемоторным и переднемоторным. Mazda Bongo сформировал основу для широкого ряда Kia Bongo.

## Первое поколение

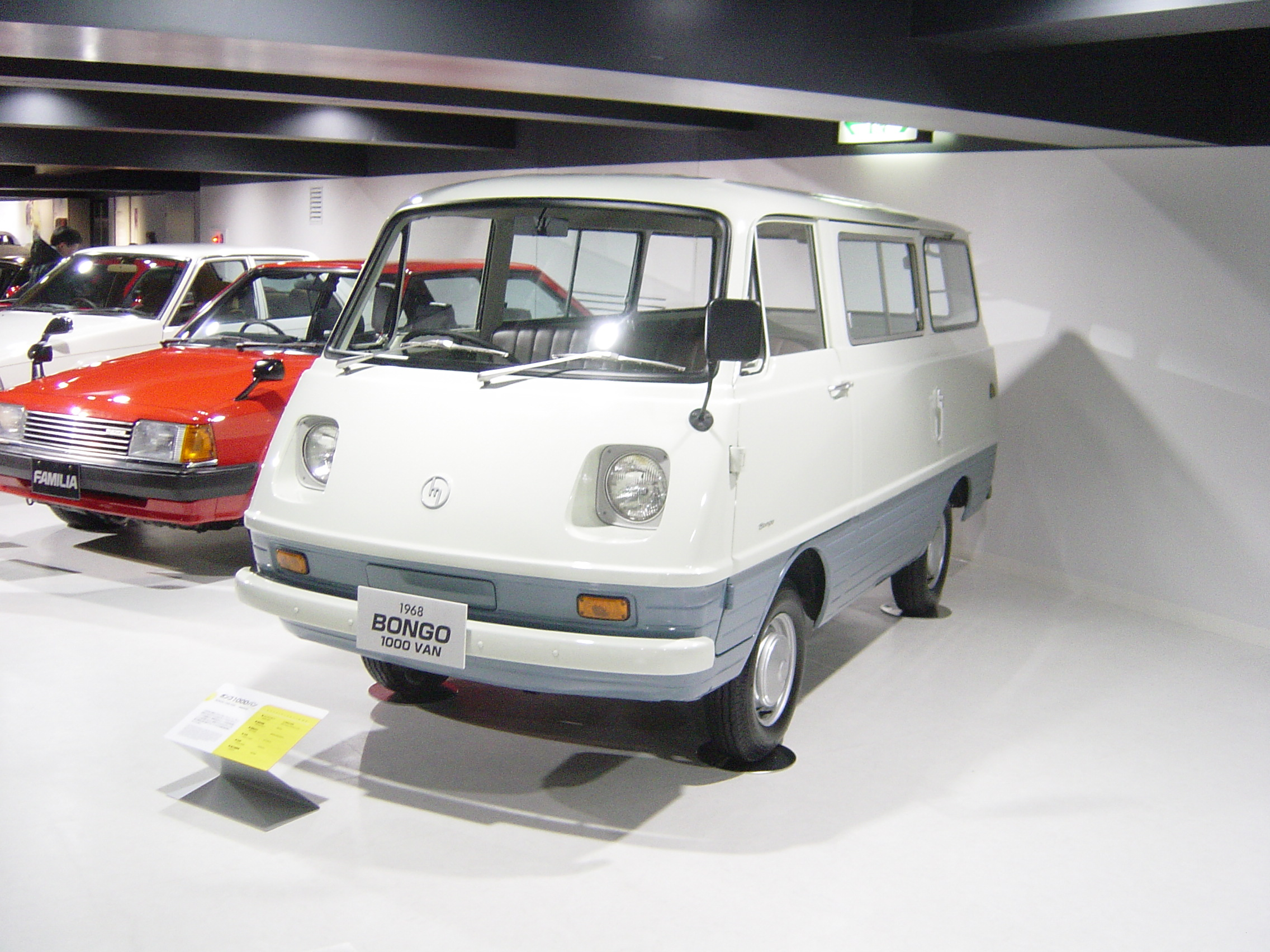
Первое поколение Mazda Bongo

Mazda представила свой фургон, Bongo, в мае 1966 года. Его отличал расположенный сзади 4-тактный двигатель с водяным охлаждением, объемом 782 см³, с приводом на задние колёса. Такие автомобили были выпущены в двух вариантах: F800 и F1000. Они имели четырёхцилиндровый двигатель объёмом 987 см³, мощностью 48 л.с. (35 кВт) при 5500 об/мин. Mazda также показала версии фургона с электрическим приводом, который мог развивать скорость до 75 км/ч.
Заднемоторные Bongo были очень грузоподъёмными и из-за низкого редуктора, и способны перевозить 1,5 тонны. Из-за подверженности коррозии и плохого технического обслуживания, сегодня этих автомобилей почти не осталось.

## Второе поколение

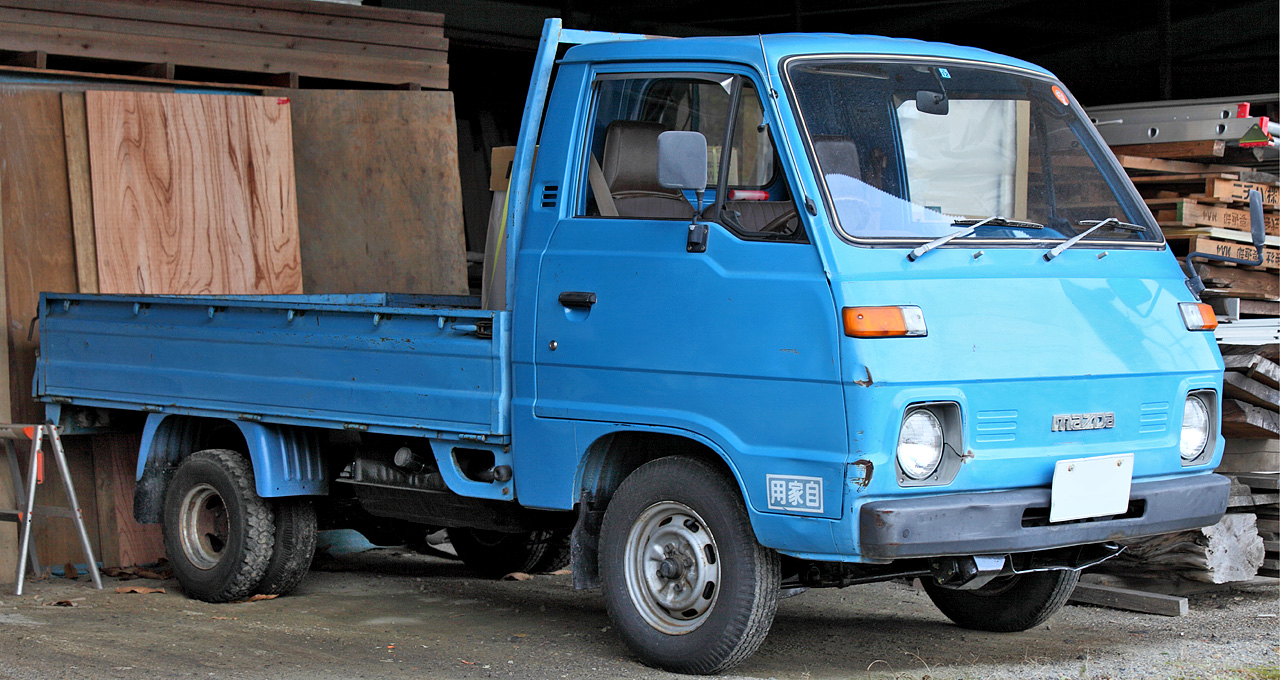
Второе поколение Mazda Bongo

Следующий фургон Bongo появился в сентябре 1977 года. Он имел среднемоторную компоновку и привод на задние колёса автомобиля. Ford продавал эту версию фургона как Ford Econovan, в то время как Mazda для экспорта продавала его как E1300, E1400, и E1600, в зависимости от объёма двигателя. Это поколение также производилось Kia в Южной Корее (Kia Bongo и Ceres). Bongo/Ceres претерпел ряд изменений и производился до конца 1999 года.

### Двигатели
- 1977—1979: 1272 см³, TC, 60 л.с. (44 кВт) / 77 л.с. (57 кВт), JIS (Japan) — BA2T8
- 1978—1982: 1586 см³, NA, 80 л.с. (59 кВт) / 82 л.с. (60 кВт), JIS (Japan) — BA2N9
- 1979—1980: 1415 см³, UC, 70 л.с. (52 кВт)

## Третье поколение

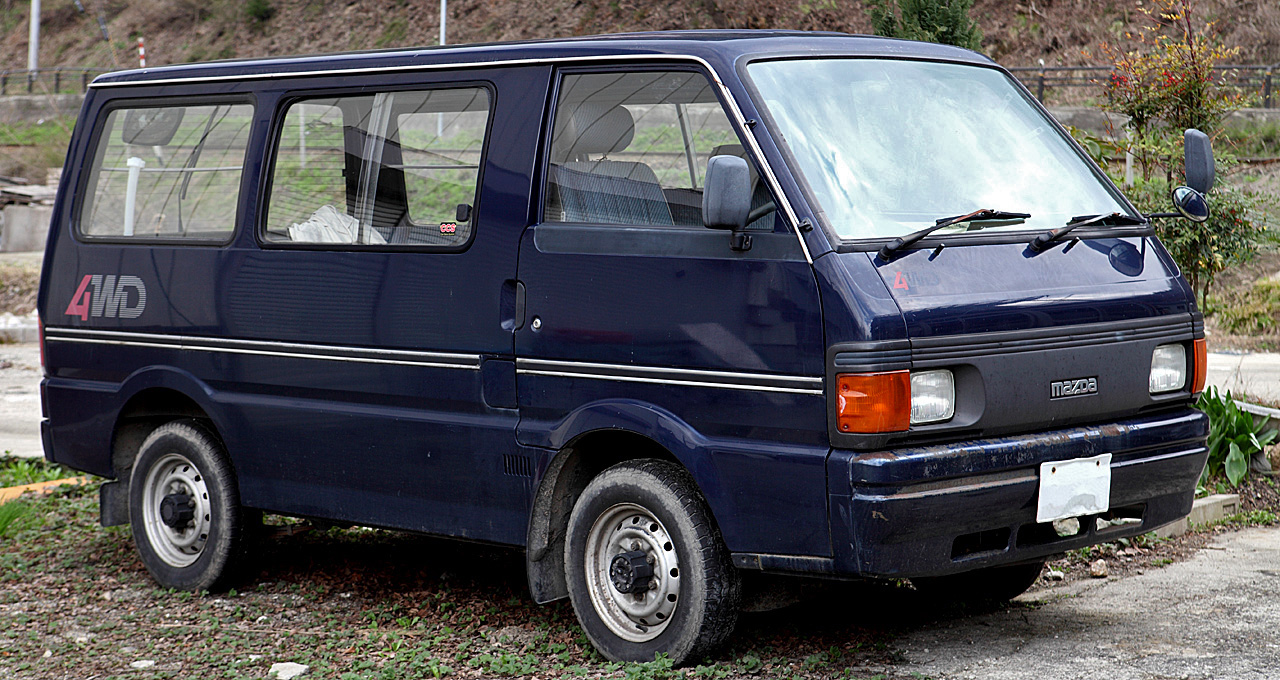
Третье поколение Mazda Bongo

Bongo был переработан в 1983 году, получил новый двигатель. Продавался компанией Ford в Азии как «Spectron». В Австралии Bongo реализовывался компанией Mazda E-series и в Азии как Ford «Econovan» и пассажирский вариант Ford «Spectron» (1983—1990 годы). Начиная с 1994 года, какое-то время Bongo продавался компанией Nissan, как Nissan Vanette, позже был заменен их собственной разработкой. И даже в Южной Корее он производился как «Kia Wide Bongo».

### Двигатели
Бензиновые
- 1984—1985: 1415 см³, UC engine.
- D5  1.5 бензиновый
- 1983—1988: 1789 см³, F8 engine.
- 1983—1988: 2000 см³, FE engine.

Дизельные
- 1984—1995: 1998 см³, дизельный RF-T.
- 1983—1995: 2209 см³, дизельный R2.
- WL 2,5-литровый атмосферный дизель
- SL  3.0-литровый дизель

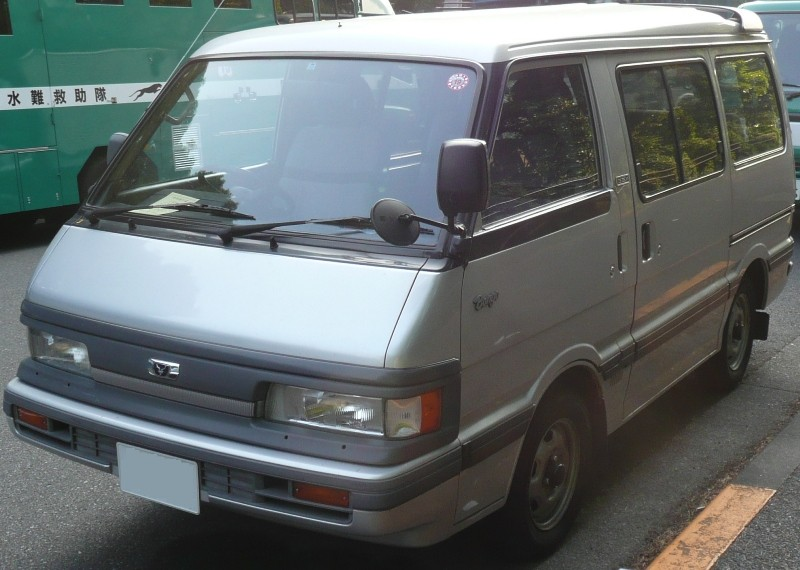
Mazda Bongo Wagon
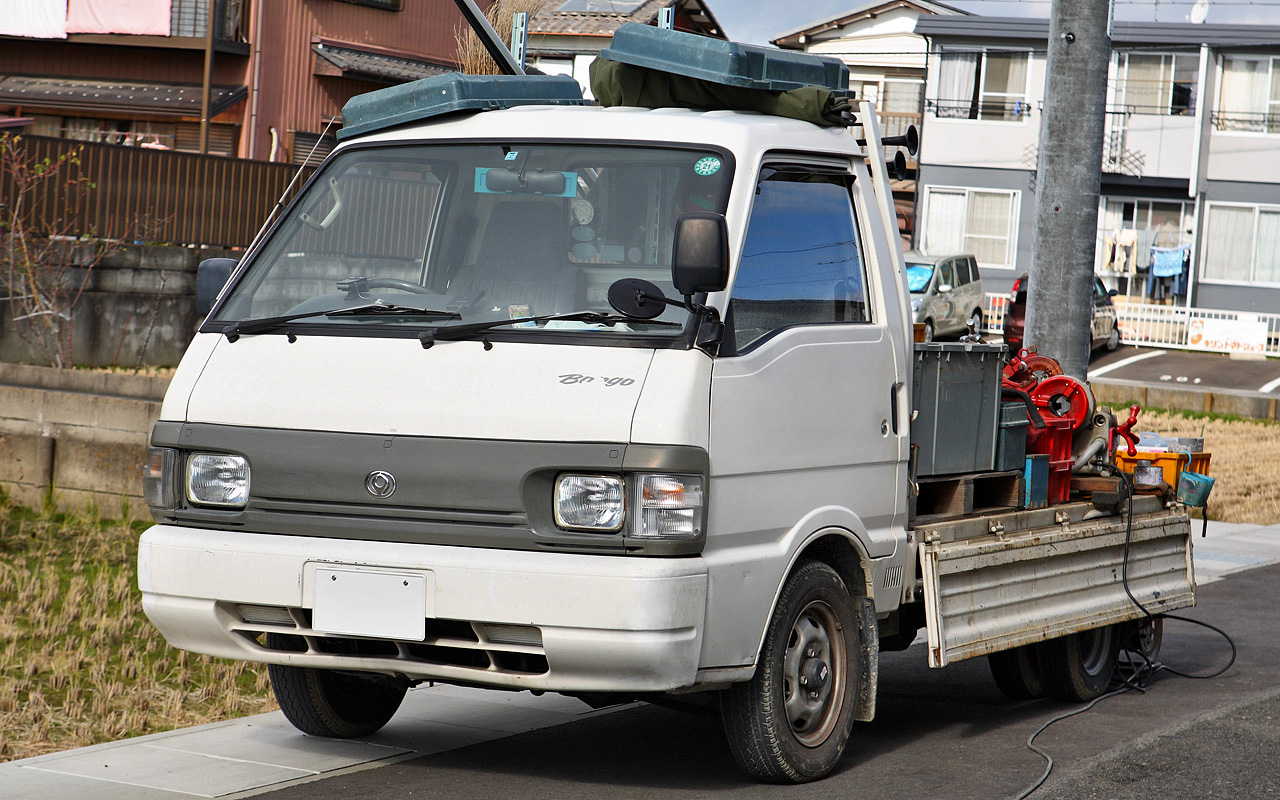
Mazda Bongo
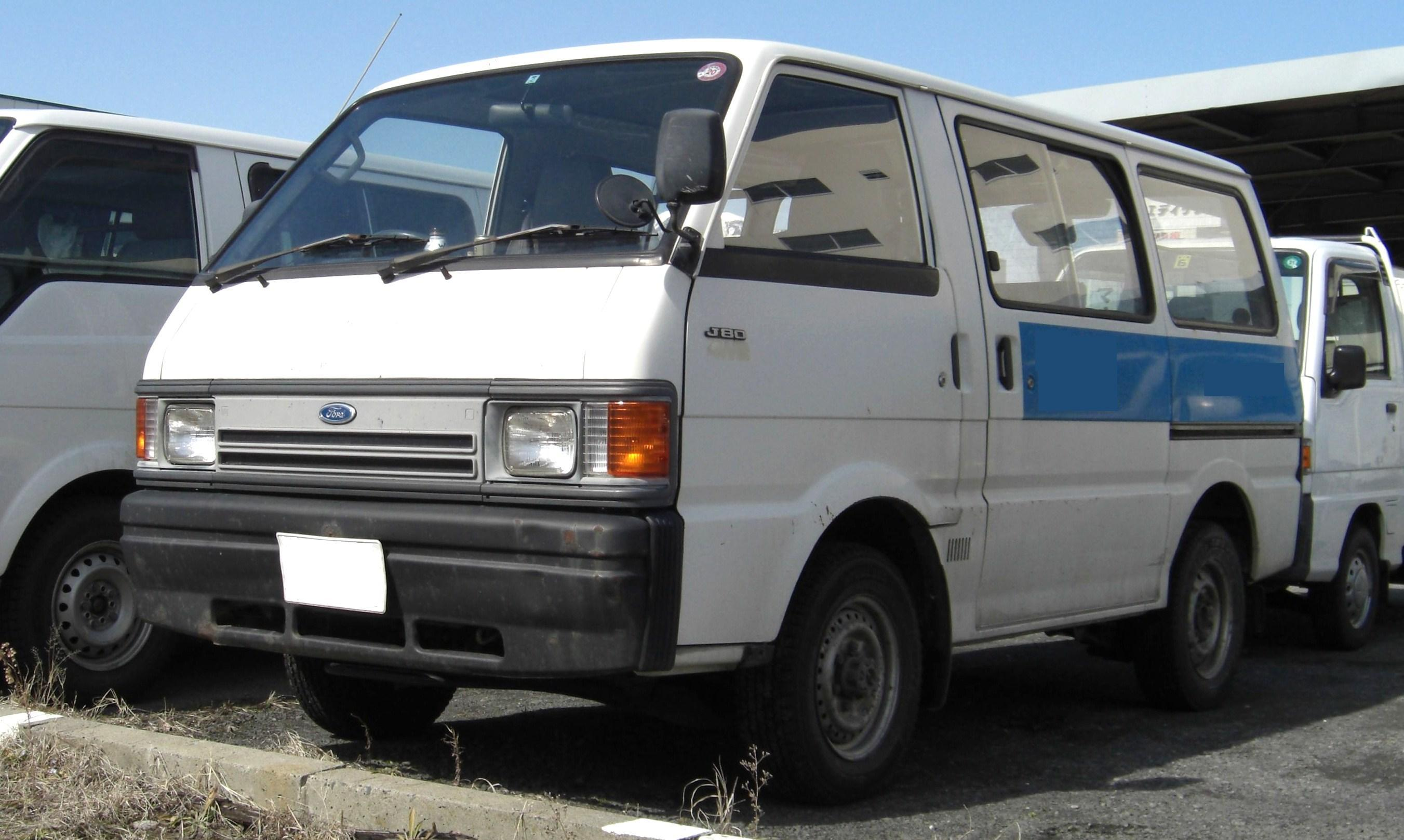
Ford J80
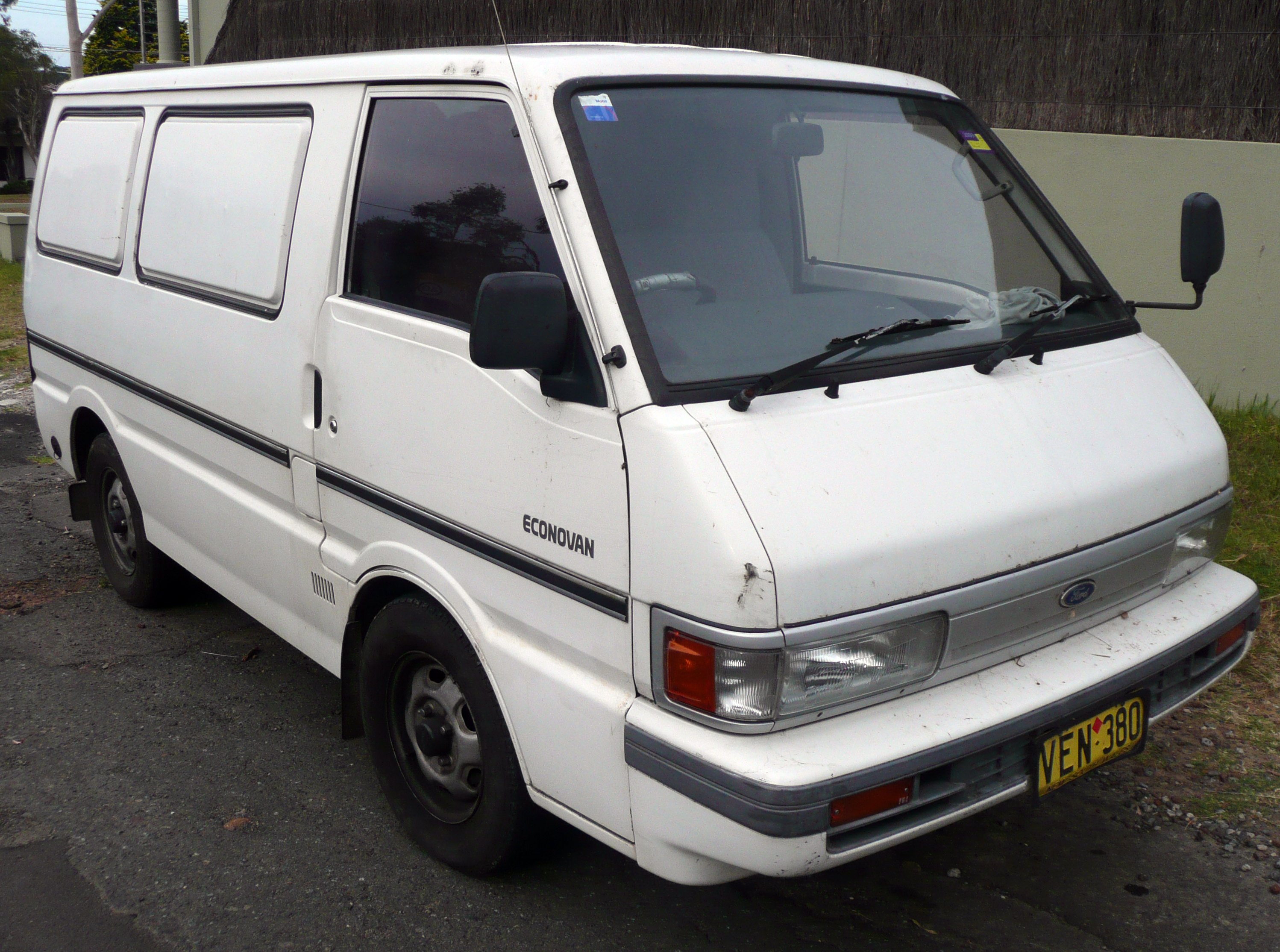
Ford Econovan, Австралия
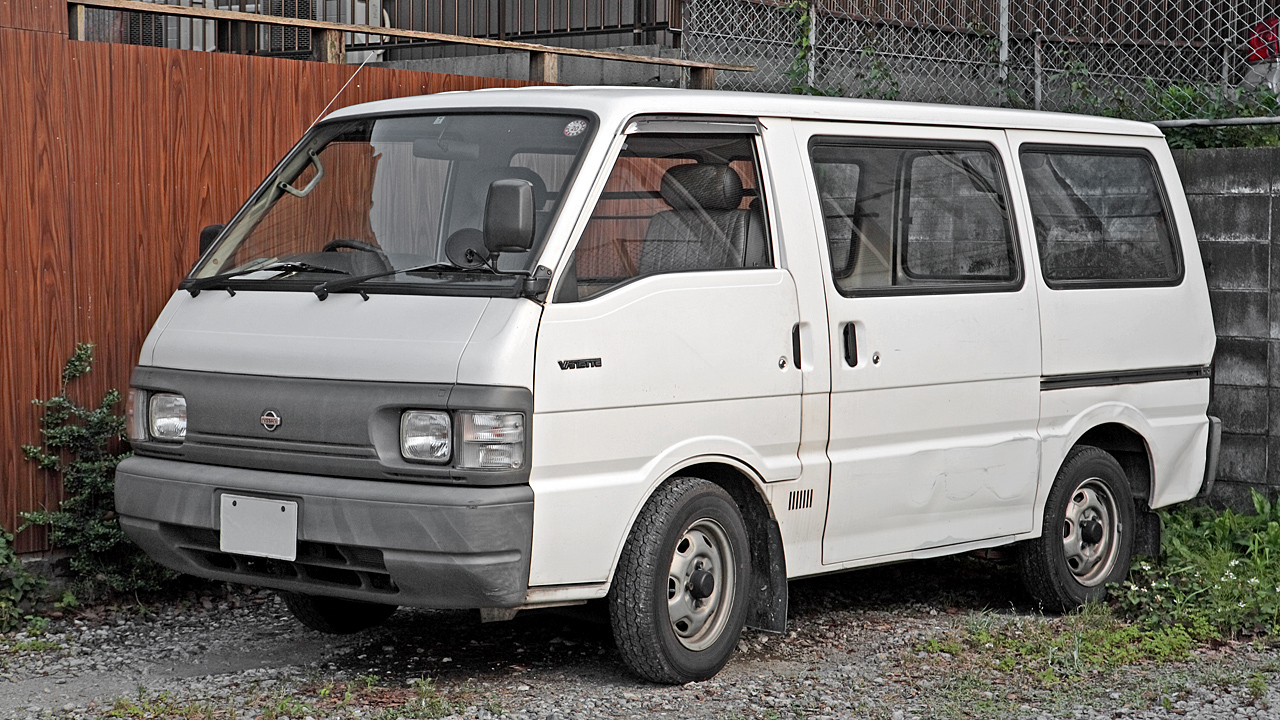
Nissan Vanette

### Bongo Brawny
Новая версия с удлинённой базой, известная как Bongo Brawny, была разработана за три месяца. На экспортных рынках эти модели продавались как автомобили E-серии. В Австралии, Ford реализовал длиннобазную версию как «Econovan Maxi».

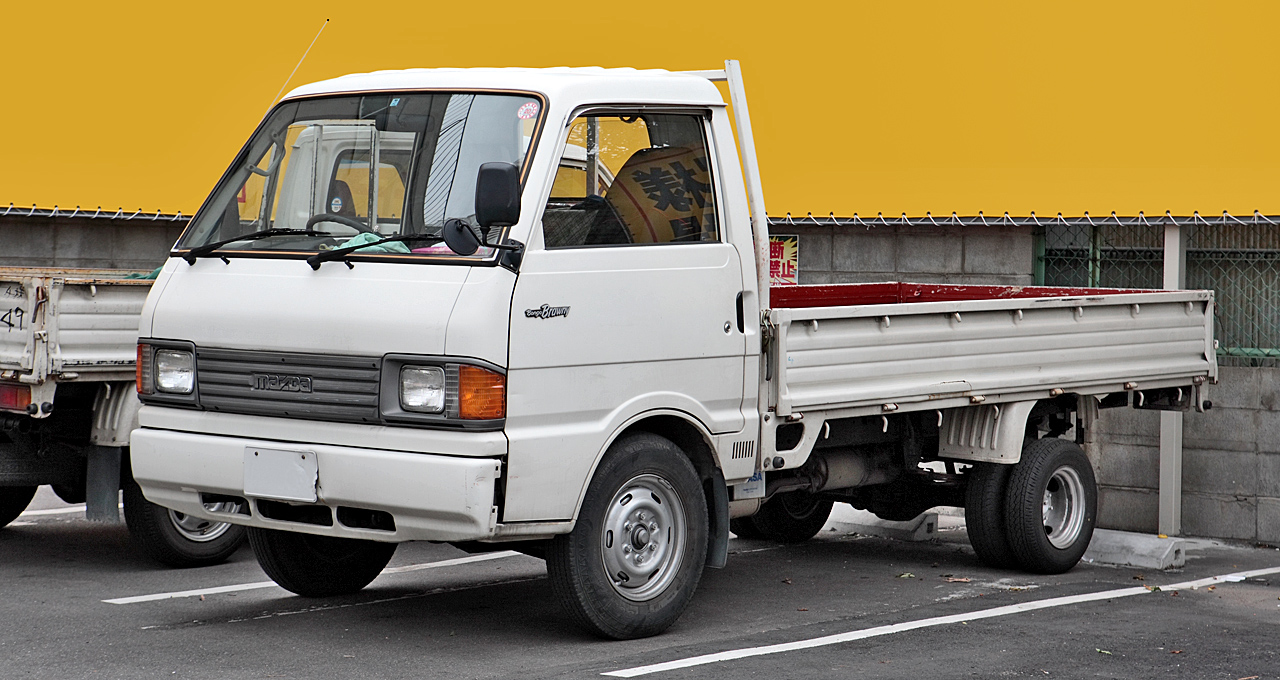
Mazda Bongo Brawny
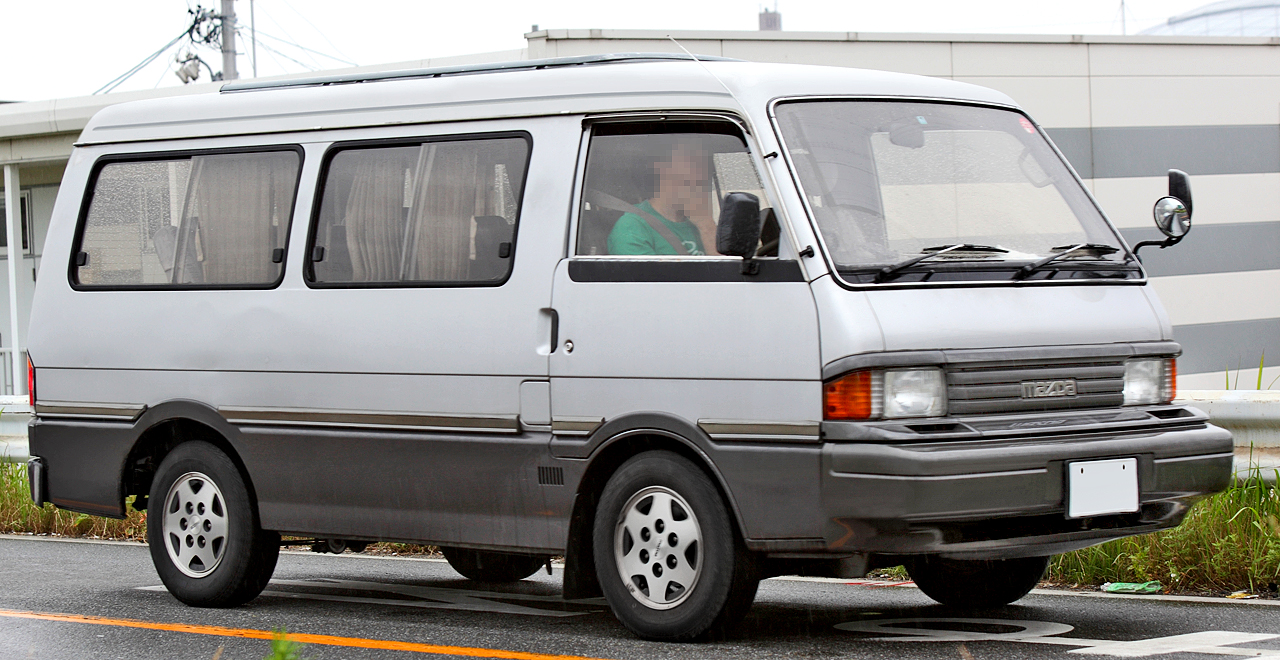
Mazda Bongo Brawny Wagon
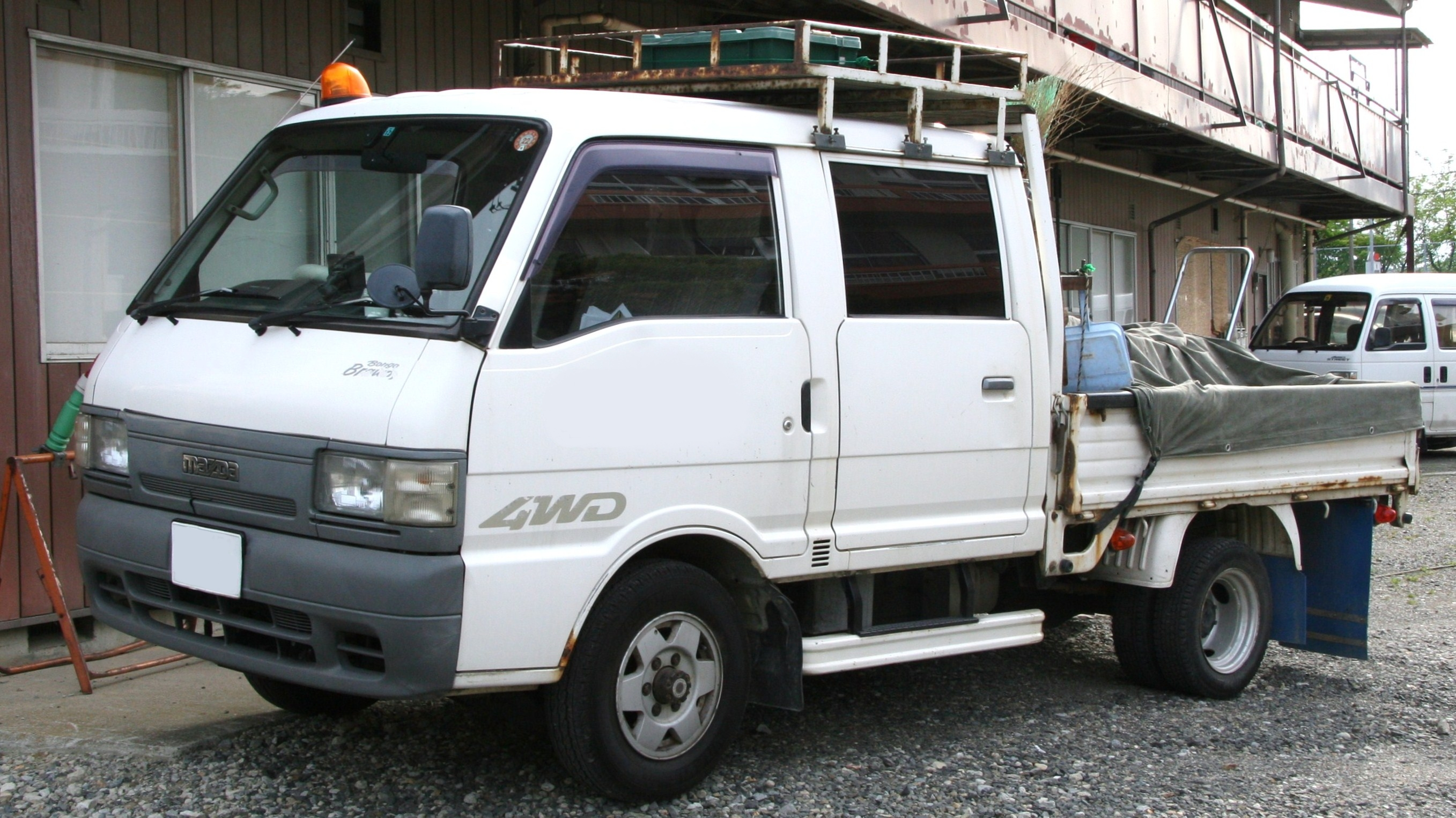
Mazda Bongo Brawny
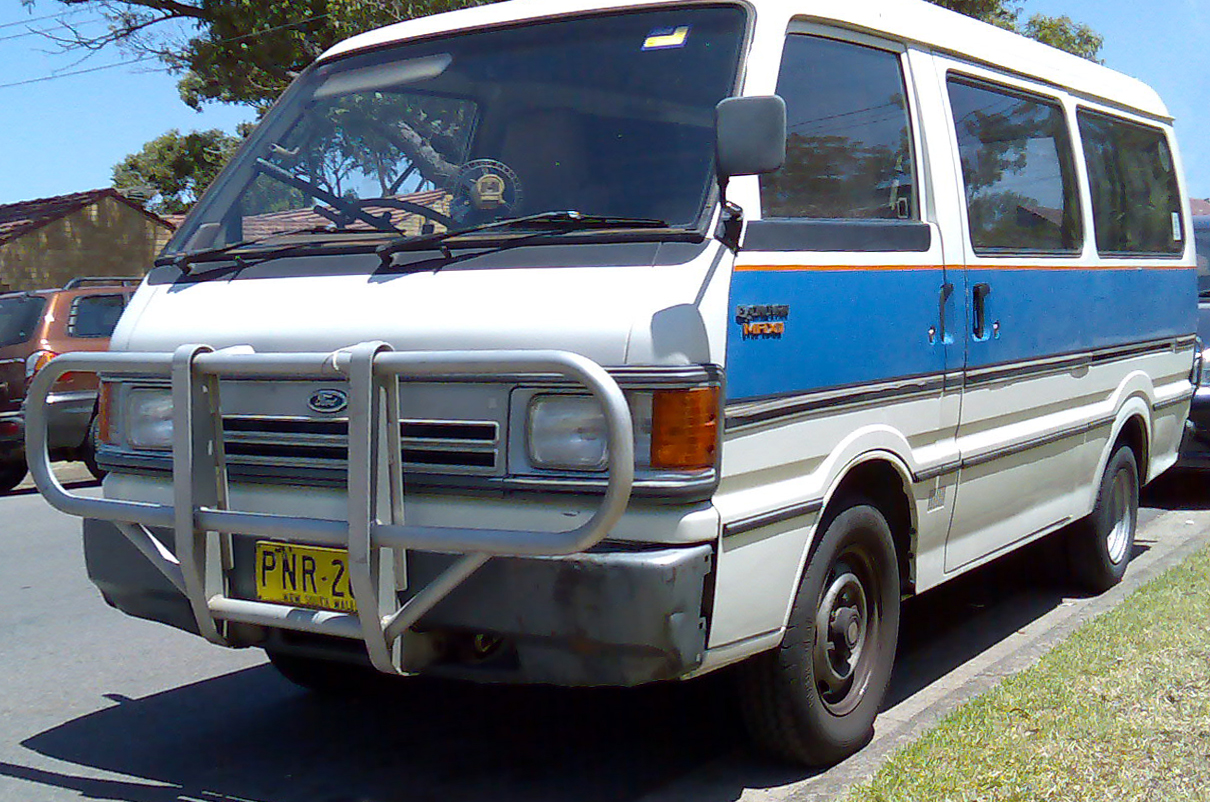
Ford Econovan Maxi, Австралия
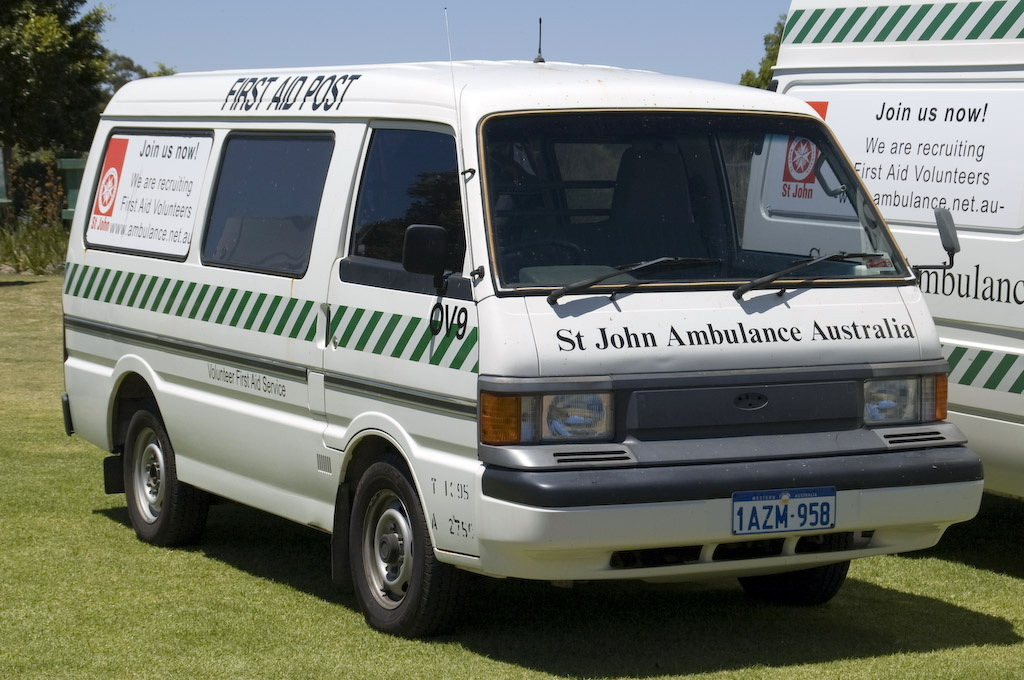
Ford Econovan Maxi, Австралия
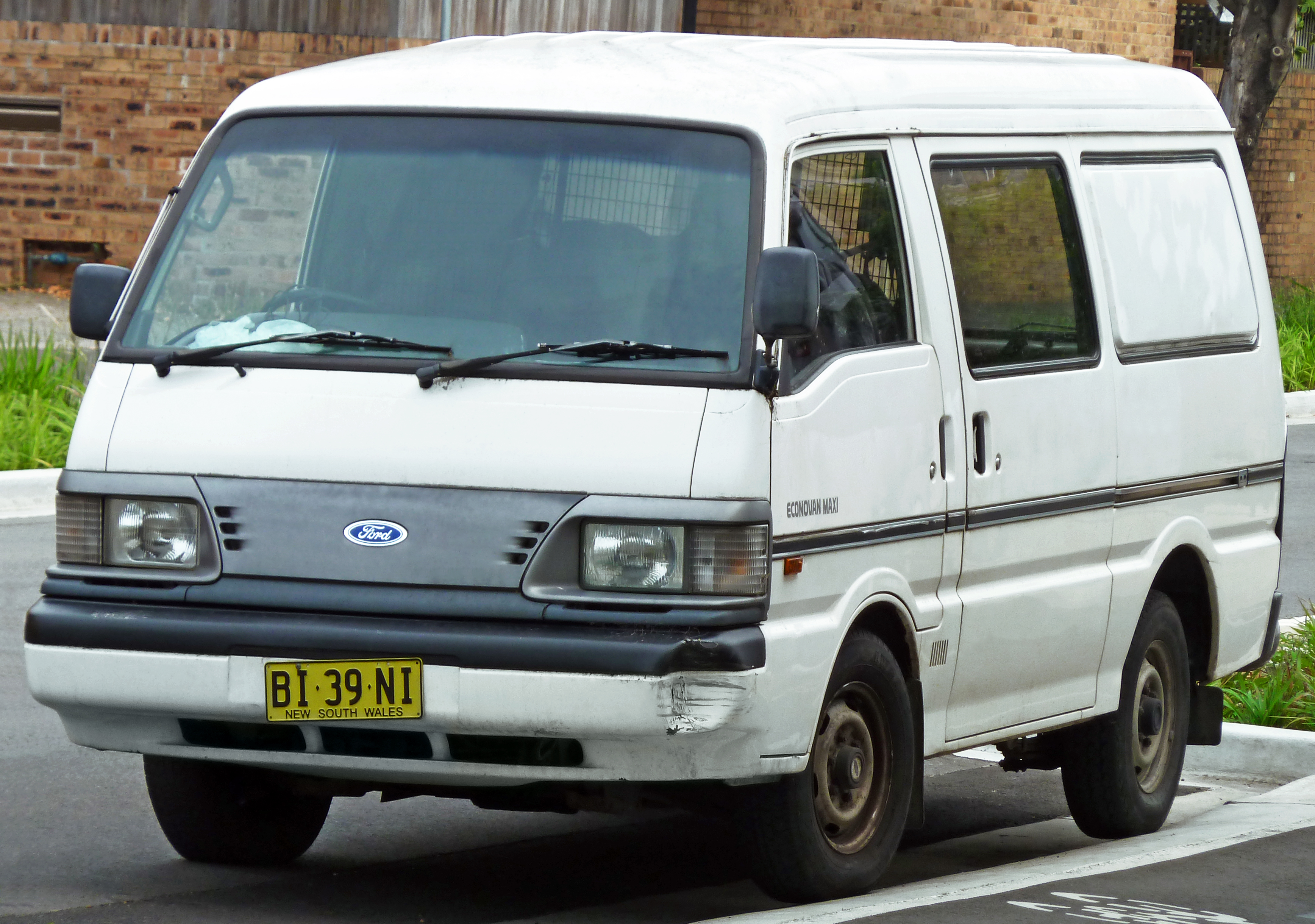
Ford Econovan Maxi, Австралия

## Четвертое поколение
В июне 1999 года, новое поколение фургонов и грузовиков поступило в продажу. Среди них были Mazda E-series, Ford Econovan, Mitsubishi Delica и Nissan Vanette. Это последнее поколение микроавтобусов и грузовых автомобилей Mazda Bongo собственной разработки.
Новое поколение микроавтобусов и грузовых автомобилей Bongo, которые также имели имена Е-серии от Mazda для Европы, Ford Econovan, Mitsubishi Delica и Nissan Vanette. Эта модель была утверждена на платформе SK, которая основана на предыдущей генерации модели SS / SE. Сложные условия управления Мазды в то время не могли позволить построить полностью новую фирменную платформу. На данную модели устанавливались разные двигатели: бензиновый 1.8L EGI F8-E (90PS) и дизельный 2.2L R2 (79ps) моторы. Предлагались длинная и короткая базы микроавтобусов, как и прежде.
- Ноябрь 1999: переименованная модель в Mitsubishi Delica выпущена только для Японии.
- Декабрь 2003: незначительные изменения и новая Топливная с непосредственным впрыском дизельная модель.
- Ноябрь 2005: незначительное обновление наружного освещения.

В 2006 модель E1800 (SKW0) для Австралийского рынка была снята с производства.
- Август 2007: DPF введены для моделей дизельных двигателей. Устанавливались электрические стеклоподъёмники и центральный замок на все модели грузовиков.
- Май. 2009: Остановлено производство моделей 2WD для Nissan. Благодаря чему Nissan представил NV200 Vanette собственной разработки.
- Август 2010: Незначительное обновление для всего модельного ряда. Был установлен новый 1,8 бензиновый двиг L8, большая центральная консоль и ящик, такие модели получили модельный код SKP2T / SKP2L.
- В 2011 модель E1800 (SKW0) была снята с производства для рынка Новой Зеландии.
- Октябрь 2011: переименованная модель Mitsubishi Delica прекращена. Delica теперь дружит с Ниссаном и штампуется на основе NV200 Vanette.
- Март 2012: Mazda объявила, что это будет последнее поколение Bongo (фургоны и грузовики). Mazda будет выходить из коммерческого сегмента производства автомобилей и сосредоточится на экономичных легковых автомобилях[3].
- Июнь 2012: Небольшое обновление безопасности. Задняя наклейка (шильдик) обновляется. Микроавтобусы MAZDA снимают с производства фургоны.
- Февраль 2016: Незначительное обновление. Новый двигатель перенастроен, увеличена экономия топлива. АКПП теперь стали 5-скоростными, двойное дисковое сцепление исчезает. Применяется 4W-ABS и вход без ключа для всех моделей. Появляются новые модельные коды SLP2V / SLP2M.

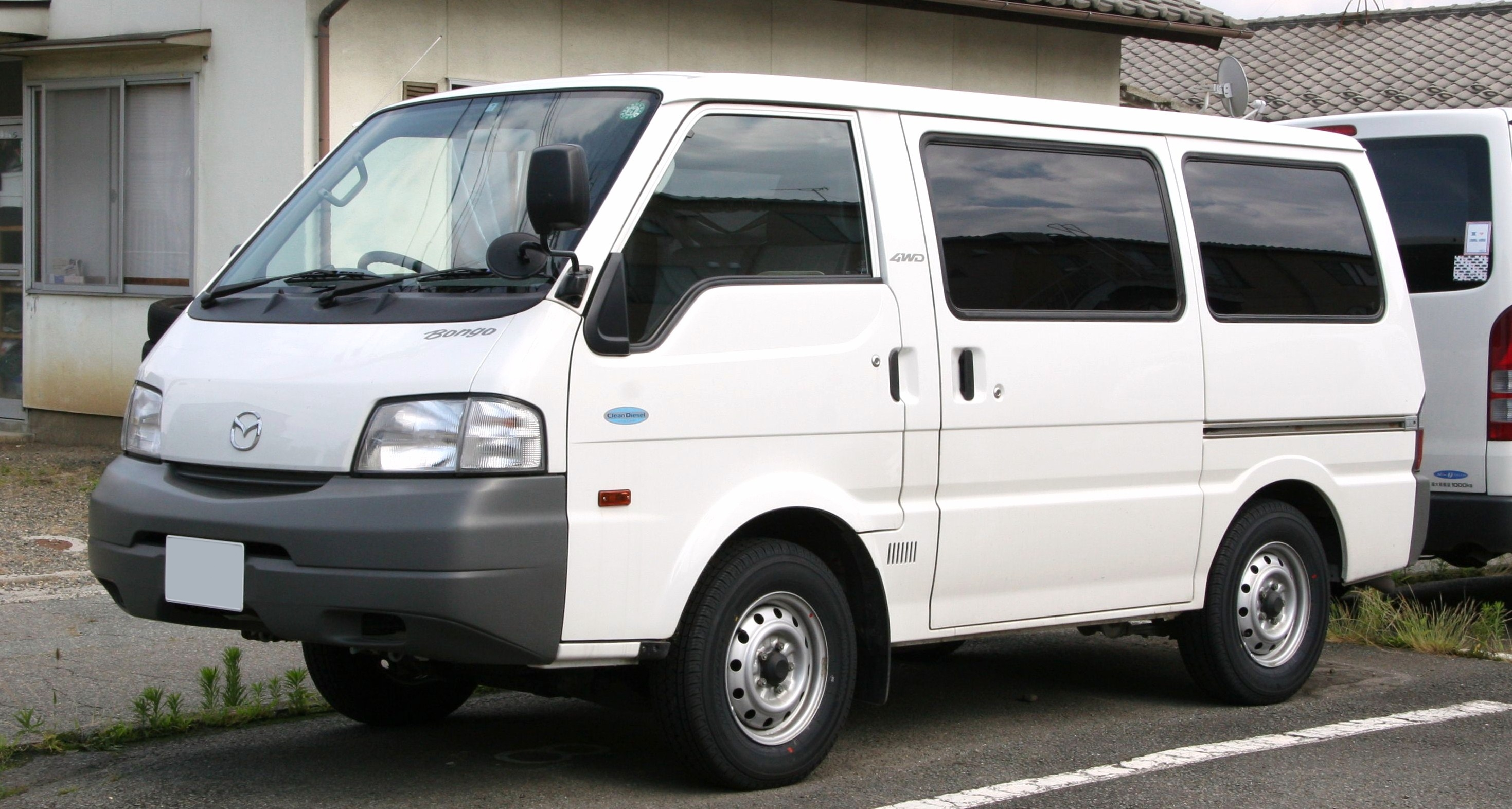
Mazda Bongo
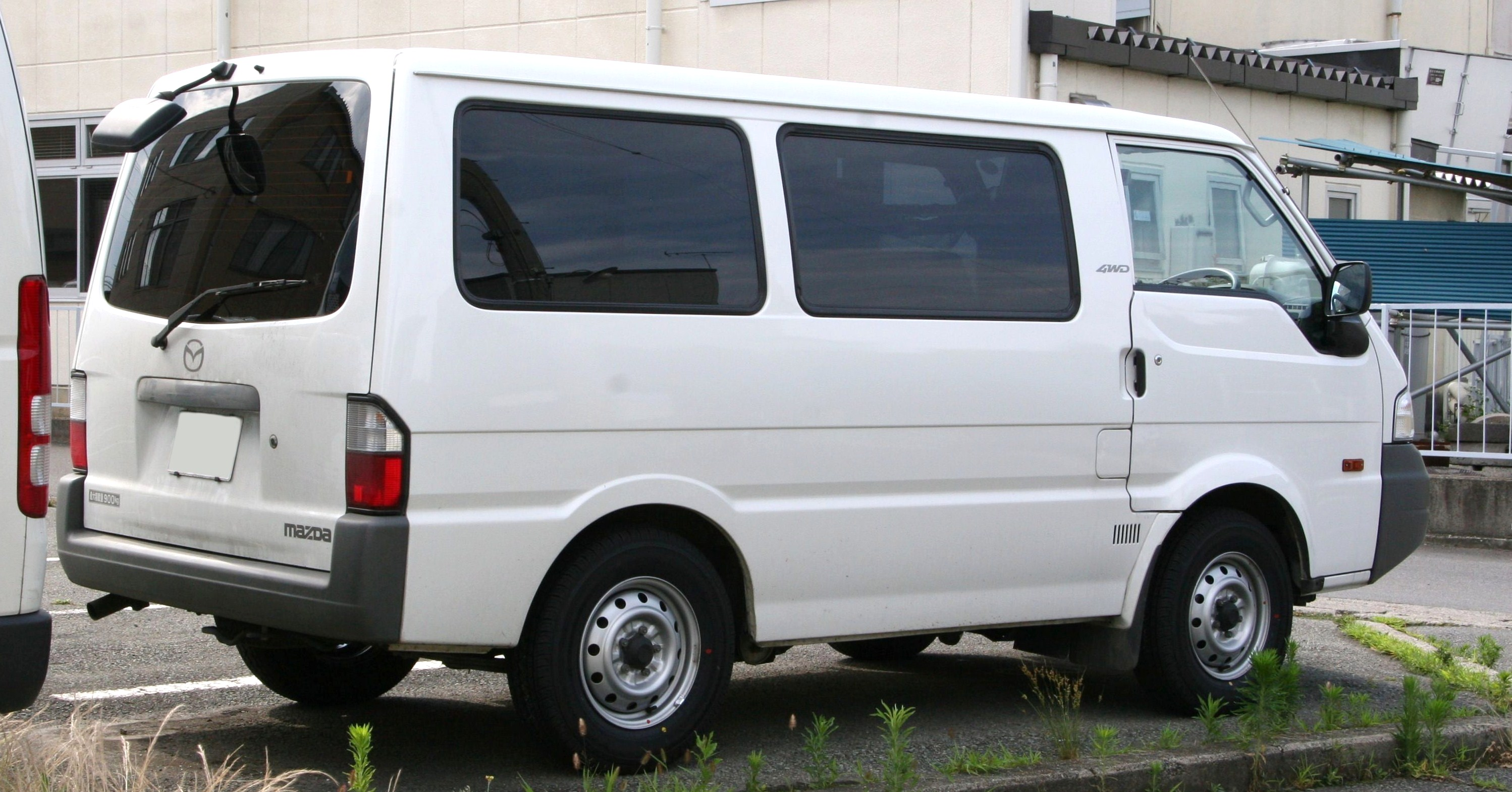
Mazda Bongo
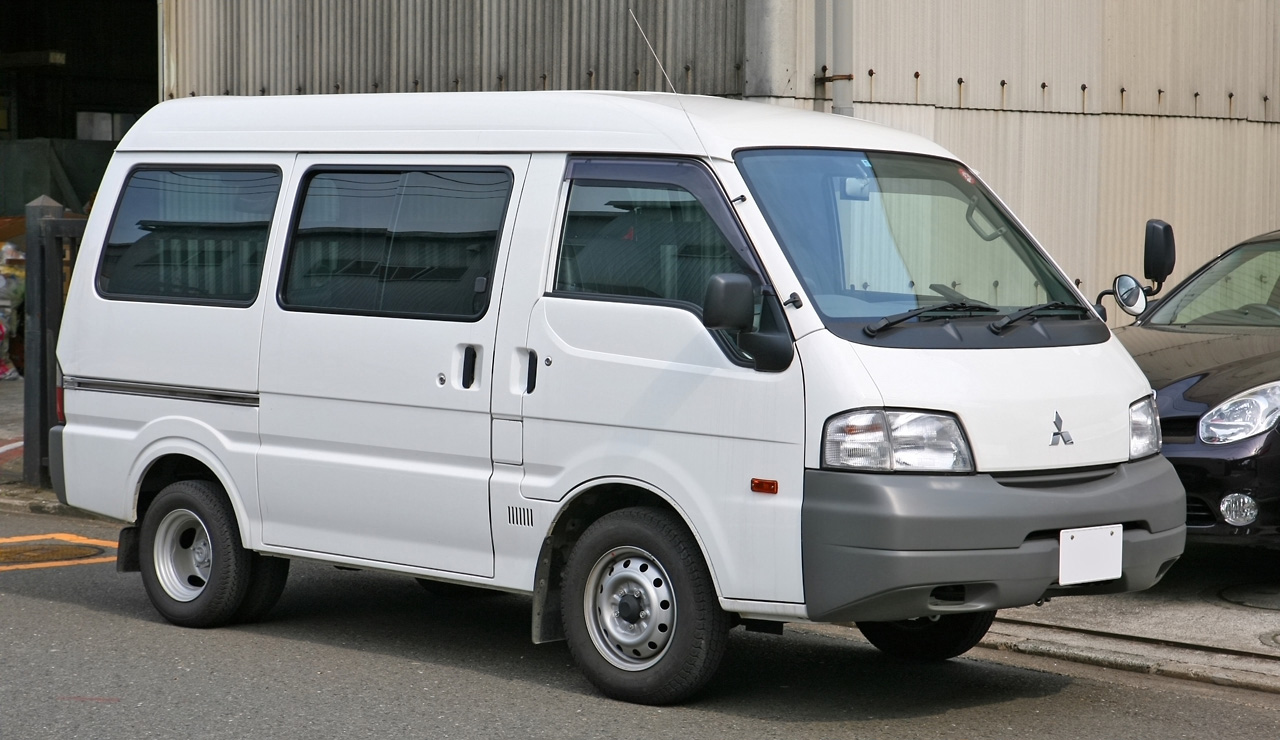
Mitsubishi Delica
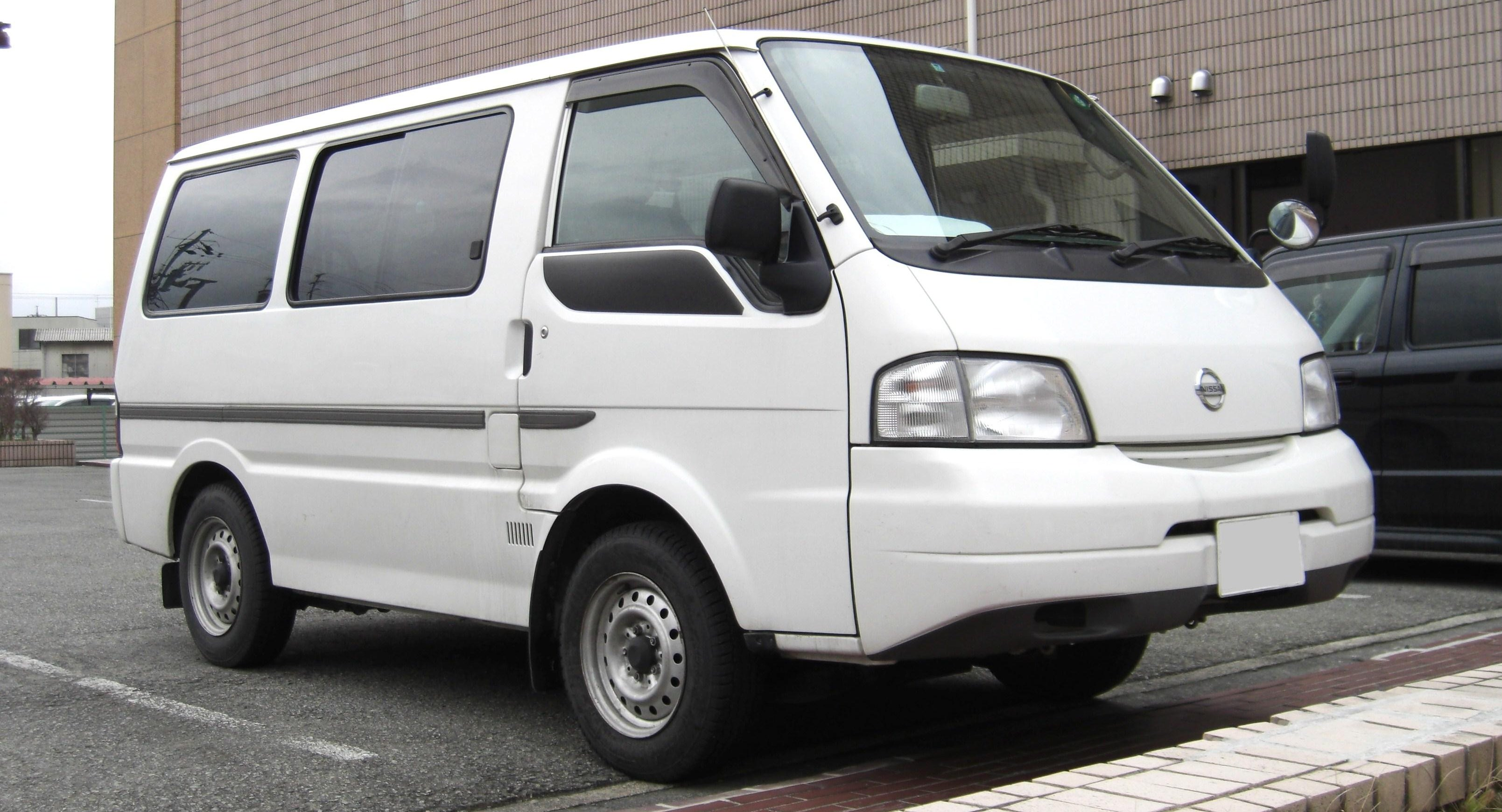
Nissan Vanette

### Bongo Brawny
Bongo Brawny сохранил многие детали предыдущего поколения, такие как, например, раздвижные двери, что делает его весьма похожим на модель предыдущего поколения. На экспортном рынке продавался как E-series, хотя база стала меньше, чем раньше. Производство Bongo Brawny было прекращено в 2010 году.

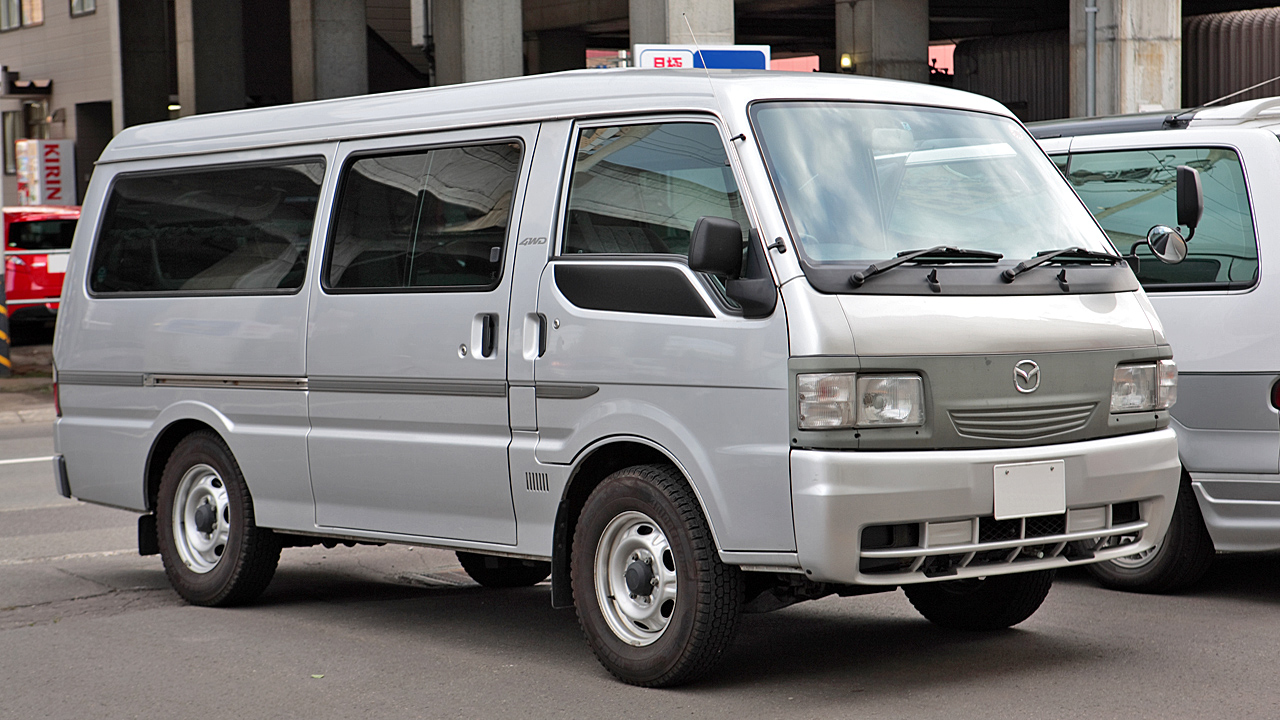
Mazda Bongo Brawny
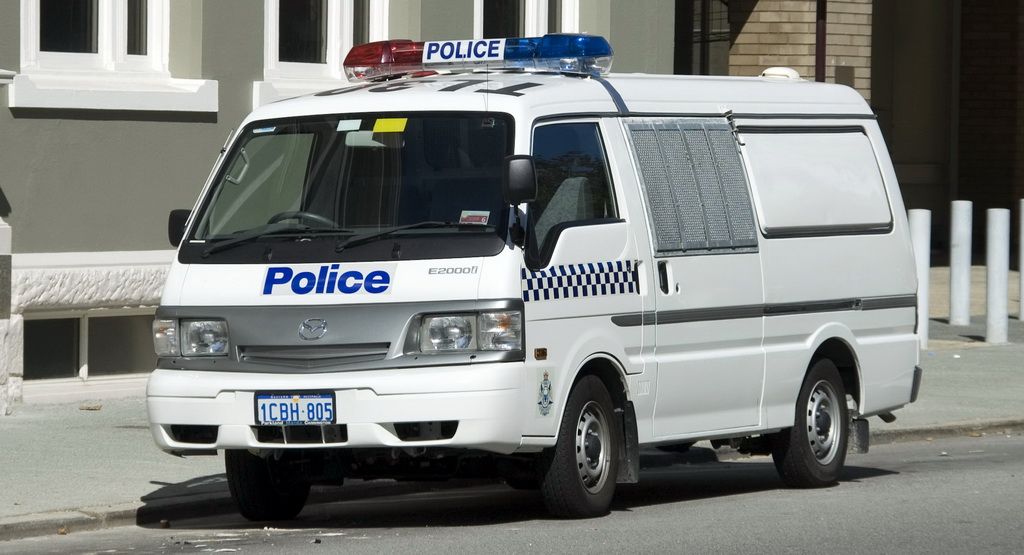
Mazda E2000, Австралия
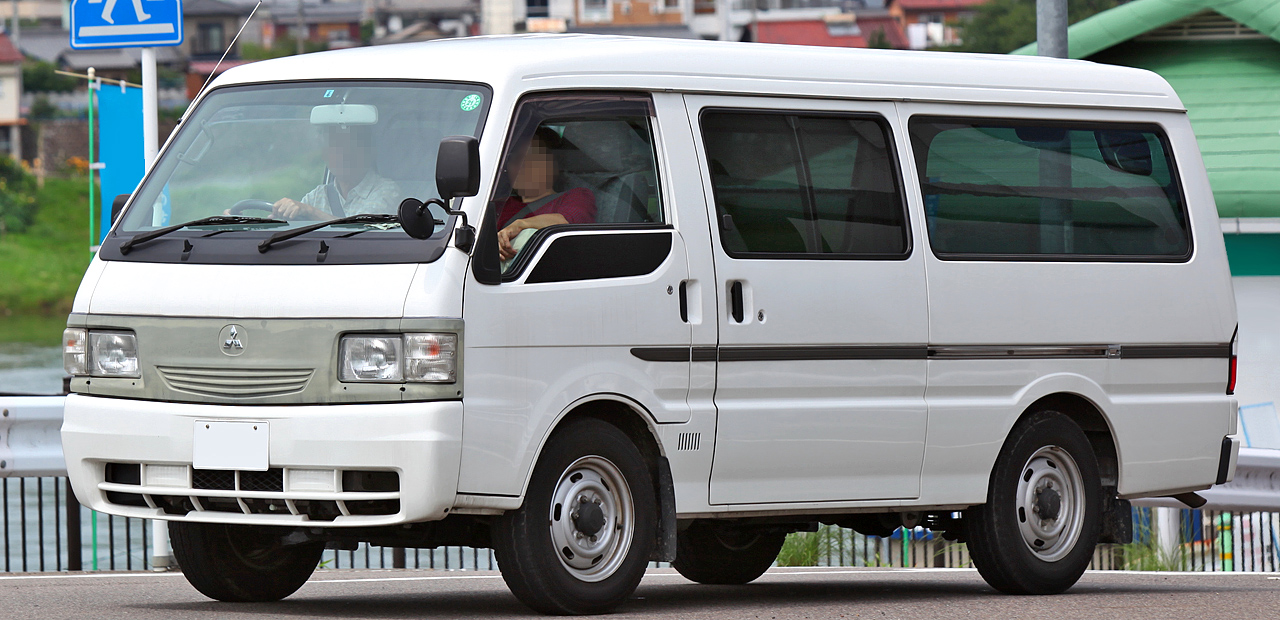
Mitsubishi Delica Cargo
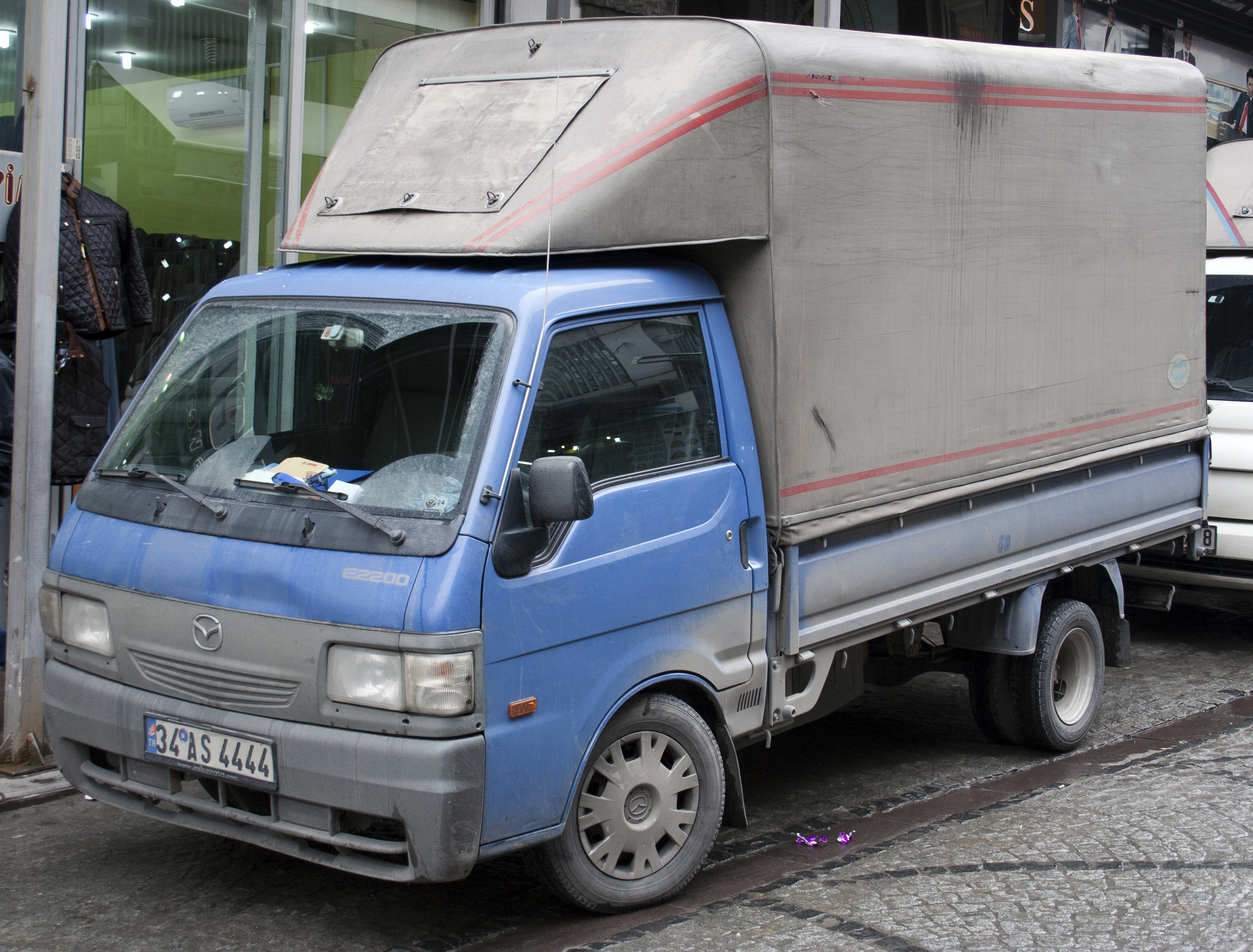
Mazda E2200 truck, Турция

## Пятое поколение
В пятом поколении Bongo полностью копирует рестайлинговый Toyota Town Acе и Daihatsu Gran Max — модели отличаются только шильдиками и собираются на заводе Daihatsu в Индонезии. В гамме есть 5-местный микровэн длиной 4 065 мм и грузоподъёмностью 750 кг, а также бортовой грузовик на 800 кг. Под капотом у обоих Bongo бензиновый 4-цилиндровый безнаддувный мотор мощностью 97 л. с. (135 Нм), коробка передач — 5-скоростная «механика» или 4-ступенчатый «автомат». Базовый привод — задний, но есть полноприводные версии и микровэнов, и грузовиков, причем оба типа привода сочетаются с любой из коробок передач. 
Компания Mazda завершила выпуск фургона Bongo и производство коммерческих автомобилей Mazda в 2012 году, но это не точно . Решение компании вызвано возросшими требованиями к безопасности автомобилей, что заведомо должно привести к росту стоимости разработки и производства коммерческих моделей. 

## Bongo Friendee

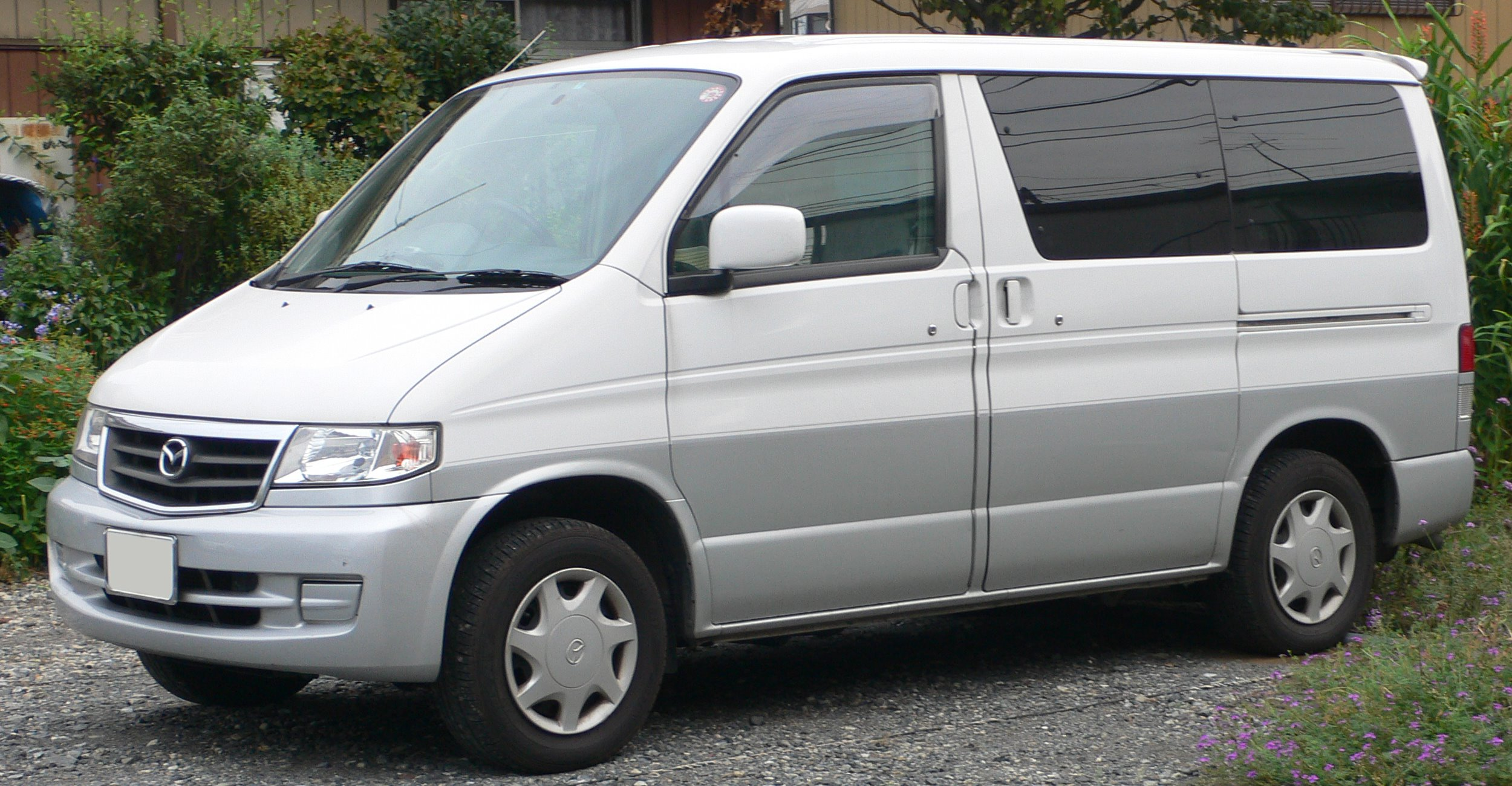
Mazda Bongo Friendee

«Bongo Friendee» начали производить в 1995 году. Это восьмиместный минивэн, также продавался на японском внутреннем рынке, так как Ford Freda.

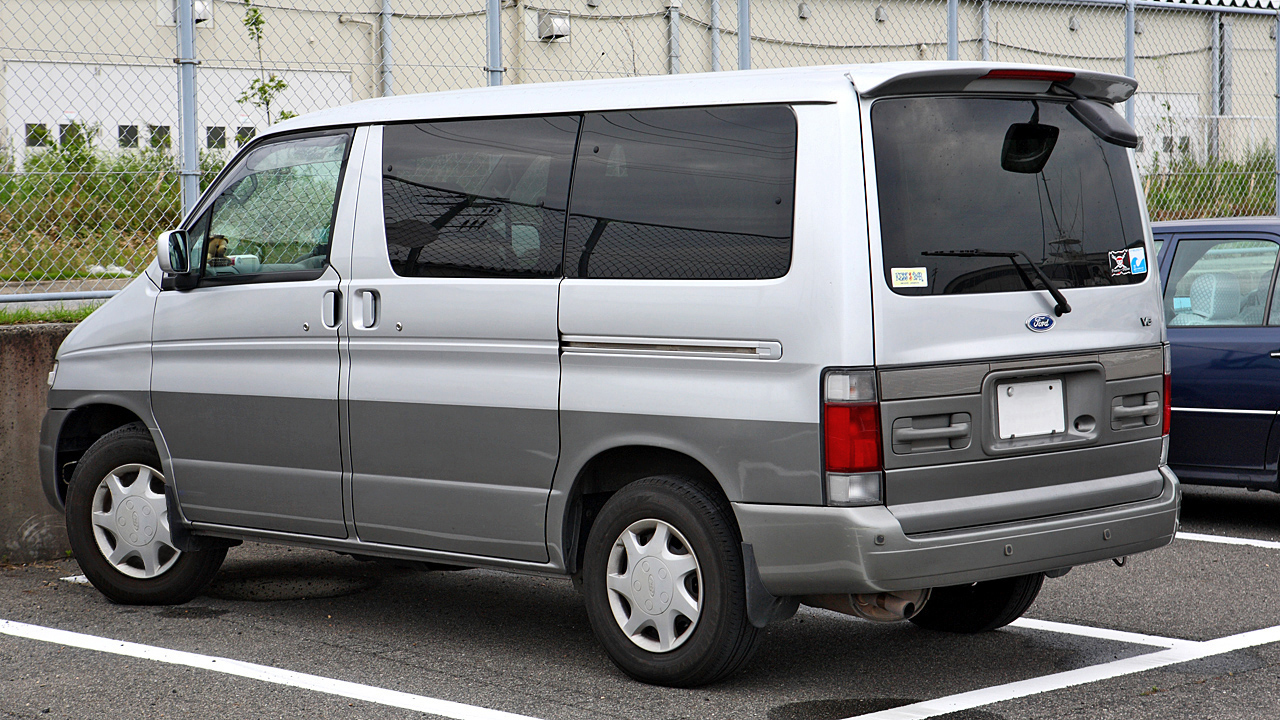
Ford Freda

На них, как правило, устанавливались АКПП, и были версии 2WD (SGL3, SGEW — бензин 2 литра, SG5W — бензиновый 2,5 литра, SGLW — дизель 2,5 литра) и 4WD (SGLR — дизель 2,5 литра). 2,5-литровый турбодизель распространен в Японии, хотя доступна версия 2,5-литрового V6 бензинового двигателя.
Бензиновые двигатели достаточно традиционны. Дизельный двигатель имеет три клапана на цилиндр и турбину с изменяемой геометрией (с 1999 года). К особенностям конструкции можно отнести необычную компоновку. При наличии капота, мотор располагается под передним рядом сидений.

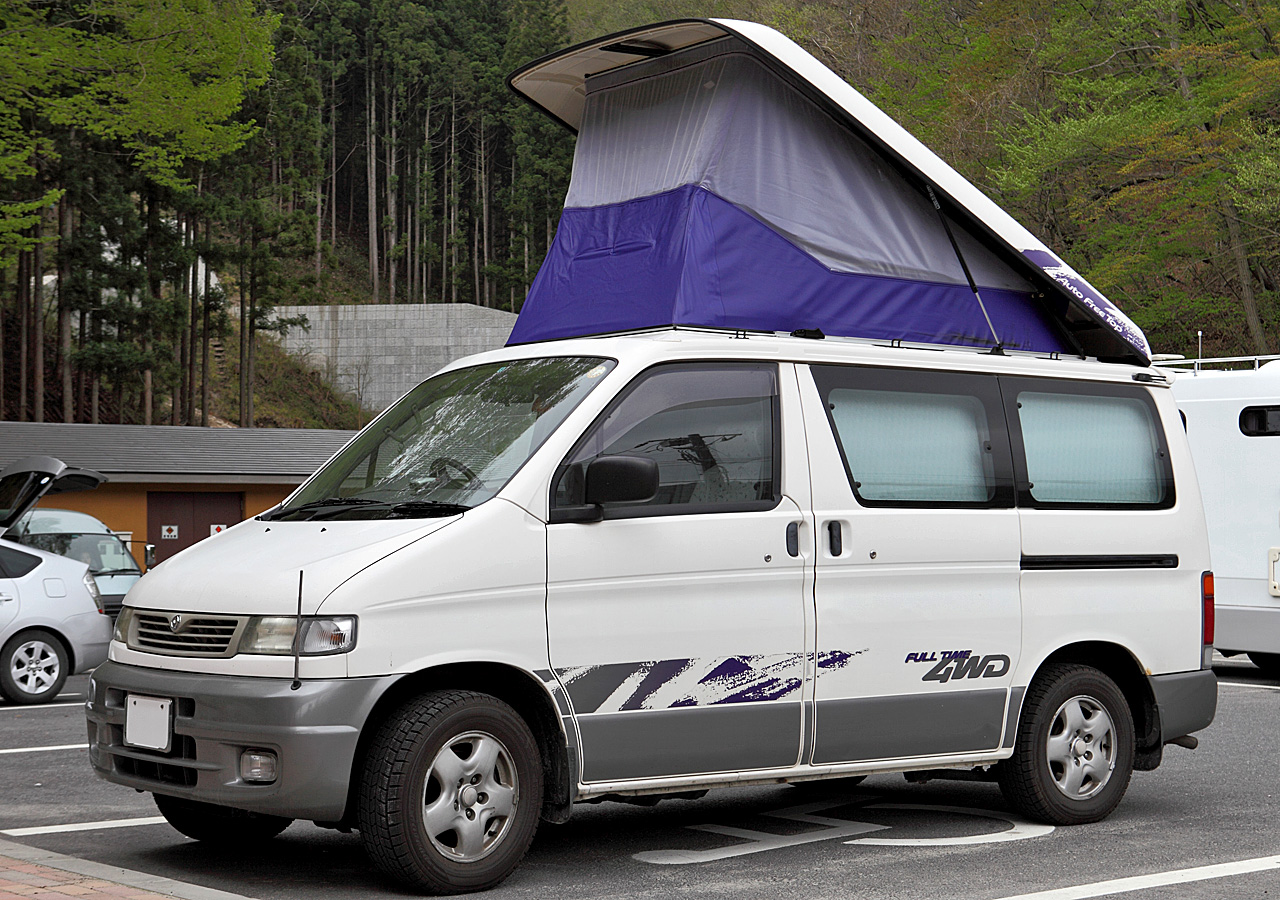
Mazda Bongo Friendee с Auto Free Top

Mazda Bongo Friendee имела варианты пяти, шести (вариант «кемпинг») и восьмиместной комплектаций. Сиденья второго и третьего ряда установлены на общих направляющих полозьях и при желании легко выкатываются из автомобиля для перевозки крупногабаритного груза. На многих моделях есть подъемная крыша «Auto Free Top», где могут спать 2 человека. Автомобиль может быть оснащён люком, электроприводом штор, мультимедийной системой с одним или двумя мониторами.
В июне 1998 года, Mitsubishi Motors начали перепродавать Bongo. На некоторых рынках автомобиль был известен как «Mazda Access». В 1999 году произведён рестайлинг. 2,5 л турбодизель получил электронное управление ТНВД. В качестве стандартного оборудования появились кондиционер, климат-контроль и электрические жалюзи.

### Двигатели
Бензиновые
- 2,0 л FE engine, SOHC, четырёхцилиндровый двигатель I4.
- 2,5 л J5 engine, двигатель V6.

Дизель
- 2.5 л WL-T турбодизель.